# Rhoetosaurus

Az állat és az ember méreteinek összehasonlítása.

A Rhoetosaurus (nevének jelentése 'Roitosz-gyík', a görög mitológiából ismert titánra Roitoszra utalva), a sauropoda dinoszauruszok egyik neme, amely a jura időszakból (feltehetően a középső jura korból), a mai Kelet-Ausztrália területéről származik. A Rhoetosaurus a becslés szerint 12–15 méter hosszú volt. Egyes szerzők néha tévesen Rhaetosaurus (de Lapparent & Laverat, 1955), illetve Rheteosaurus (Yadagiri, Prasad & Satsangi, 1979) néven említik.

## Felfedezés és fajok
1924-ben Heber Longman autodidakta őslénykutató, a brisbane-i Queensland Museum későbbi igazgatója hírt kapott egy nagy hüllő fosszilis csontvázáról, melyet a középső-queenslandi Roma közelében levő Durham Downs Station mellett fedeztek fel. Az állomás vezetője, Arthur Browne csonttöredékeket küldött Longmannek, aki a fajnak az ő tiszteletére adta a brownei nevet.
A gyűjtemény 22 farokcsigolyából, köztük 16 egymást követő csontból, valamint a hátsó láb töredékeiből állt. Nem sokkal azután, hogy Longman beszámolt a felfedezéséről, meglátogatta az állomást, és elintézte, hogy a leletanyag többi részét is szállítsák át a múzeumba. E maradványok közé tartoztak a nyakhoz, a hasi részhez, illetve a farokhoz tartozó csigolyák, borda darabok, valamint a combcsont és a csípő darabjai.
1975-ben Mary Wade és Alan Bartholomai, majd később Drs. Tom Rich, Anne Warren, Csao Hszi-csin (Zhao Xijin) és Ralph Molnar további fosszíliákat talált. A leletanyag újabb részéhez több borda, feltételezett nyakcsigolyák és a jobb hátsó láb egy nagyobb, vizsgálat tárgyát képező darabja tartozott. A farok vége, a mellső lábak és a koponya továbbra is ismeretlenek.
A Rhoetosaurus Ausztrália, illetve a jura időszaki Gondwana legjobban ismert sauropodái közé tartozik.

## Rokonság
Longman kezdetben Friedrich von Huene német őslénykutató tanácsára említést tett a Rhoetosaurus kezdetleges természetéről, így a nem hosszú időre a cetiosauridák közé került. Jelenleg ezt a családot a bazális sauropodák nem természetes csoportjának tekintik. A későbbiekben a Rhoetosaurust hasonló kora miatt összehasonlították a Shunosaurusszal, de a két nem között nem találtak rokoni kapcsolatot. A feltételezett rokoni kapcsolat alapján felmerült, hogy a Shunosaurushoz hasonlóan a Rhoetosaurus is farokbuzogánnyal rendelkezett. A majdnem teljes hátsó láb arra utal, hogy a nem a jóval fejlettebb Neosauropoda csoporton kívül helyezkedik el, de annak meghatározásához, hogy a Rhoetosaurus pontosan hol foglal helyet a sauropodák evolúciójában, a leletanyag további tanulmányozása szükséges.

## Fordítás
Ez a szócikk részben vagy egészben a Rhoetosaurus című angol Wikipédia-szócikk ezen változatának fordításán alapul.  Az eredeti cikk szerkesztőit annak laptörténete sorolja fel. Ez a jelzés csupán a megfogalmazás eredetét és a szerzői jogokat jelzi, nem szolgál a cikkben szereplő információk forrásmegjelöléseként.